# 桂阳交叉路
桂陽交叉路（英语：Gyeyang IC）是位于首尔外环高速公路的一个公路交汇处，属于仁川广域市桂阳区。

## 连接道路
- 國道6號
- 景明大路
- 公路307號

## 邻近公路设施
京仁高速公路
老梧地分岐点 - 桂陽交叉路 - 瑞云分岐点